# Прнявор-Мали (Баня-Лука)
Прнявор-Мали (серб. Прњавор Мали / Prnjavor Mali) — село в общине Баня-Лука Республики Сербской Боснии и Герцеговины. Население составляет 389 человека по переписи 2013 года.